# Balsa de Ves
Balsa de Ves è un comune spagnolo  situato nella comunità autonoma di Castiglia-La Mancia.